# Proloricaria prolixa
Proloricaria prolixa är en fiskart som först beskrevs av Isaac J.H. Isbrücker och Nijssen, 1978.  Proloricaria prolixa ingår i släktet Proloricaria och familjen Loricariidae. Inga underarter finns listade i Catalogue of Life.